# Beram Kayal
Beram Kayal (Jadeidi-Makr, 2 de maio de 1988) é um jogador de futebol israelense que atua como volante.

## Carreira
Juntou-se ao Maccabi Haifa em 2002 e fez sua estreia profissional em 2006 aos 18 anos. Fez 124 aparições e marcou oito gols antes de mudar-se em 2010. Recebeu aplausos de muitos comentaristas escoceces de futebol e foi nomeado o jogador do mês em janeiro de 2011. Seu nome é algumas vezes transliterado como Biram ou Baram.

## Títulos
Maccabi Haifa
- Israeli Premier League: 2005–06, 2008–09
- Toto Cup: 2007–08

Celtic
- Scottish Premiership: 2011–12, 2012–13, 2013–14, 2014–15
- Scottish Cup: 2011, 2013